# Vitteaux
Vitteaux ist eine französische Gemeinde mit 1056 Einwohnern (Stand 1. Januar 2022) im Département Côte-d’Or in der Region Bourgogne-Franche-Comté. Sie gehört zum Arrondissement Montbard und ist Hauptort sowie die an Einwohnerzahl und Fläche größte Stadt des Kantons Semur-en-Auxois.

## Geografie

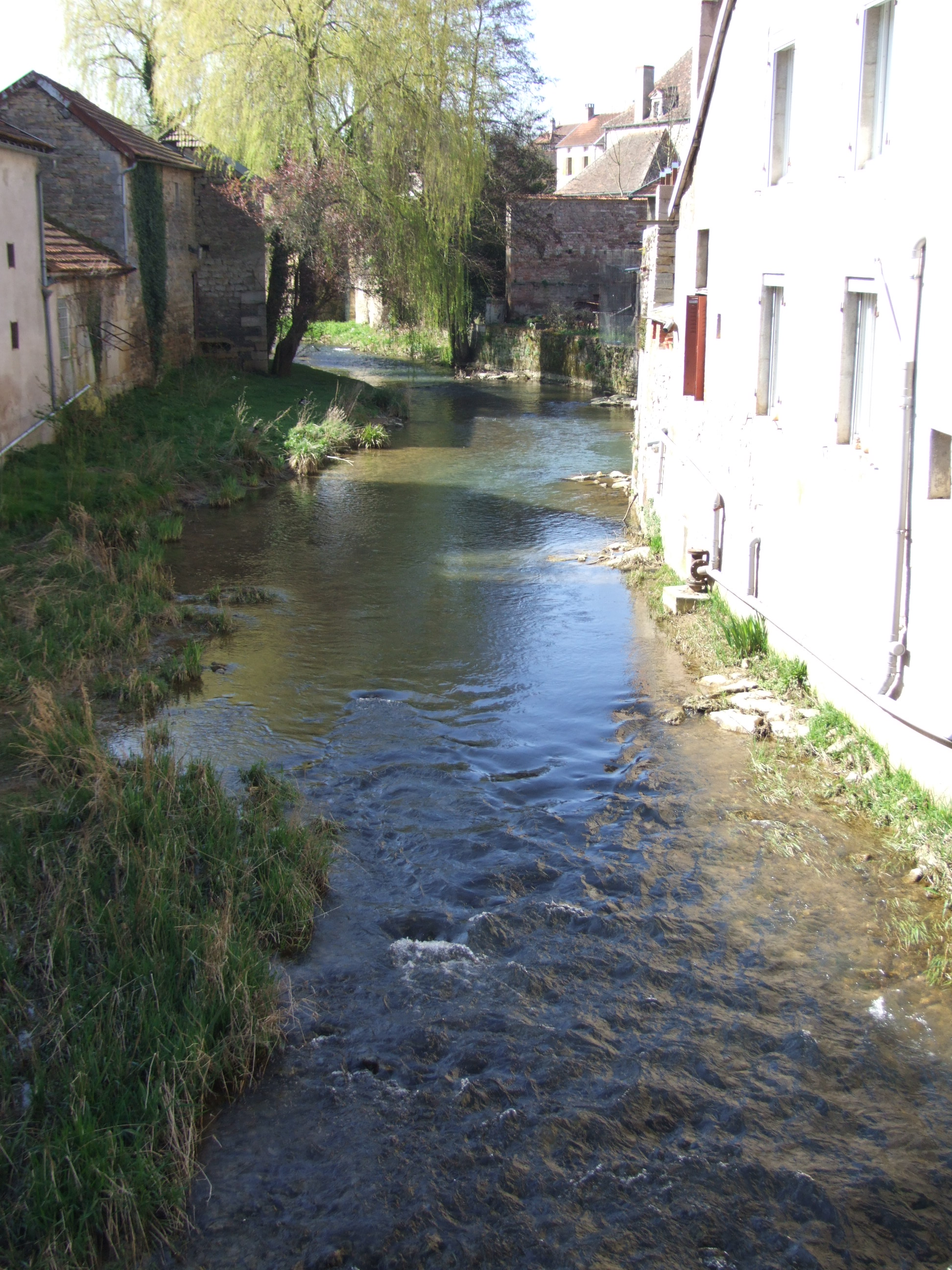
Die Brenne in Vitteaux

Vitteaux liegt 39 Kilometer nordwestlich von Dijon, dem Sitz der Präfektur des Départements Côte-d’Or und etwa 30 Kilometer südöstlich von Montbard, dem Hauptort des gleichnamigen Arrondissements. Nachbargemeinden von Vitteaux sind Posanges im Norden, Massingy-lès-Vitteaux im Osten, Dampierre-en-Montagne im Nordosten, Boussey im Süden und Vesvres im Südwesten. Das Gemeindegebiet umfasst 2070 Hektar, die mittlere Höhe beträgt 409 Meter über dem Meeresspiegel, die Mairie steht auf einer Höhe von 312 Metern. Die Gemeinde liegt am Ufer des Flusses Brenne.
Vitteaux ist einer Klimazone des Typs Cfb (nach Köppen und Geiger) zugeordnet: Warmgemäßigtes Regenklima (C), vollfeucht (f), wärmster Monat unter 22 °C, mindestens vier Monate über 10 °C (b). Es herrscht Seeklima mit gemäßigtem Sommer.

## Geschichte
1793 erhielt Vitteaux im Zuge der Französischen Revolution (1789–1799) den Status einer Gemeinde und 1801 durch die Verwaltungsreform unter Napoleon Bonaparte das Recht auf kommunale Selbstverwaltung. 1861 wurde Cessey-lès-Vitteaux eingemeindet.

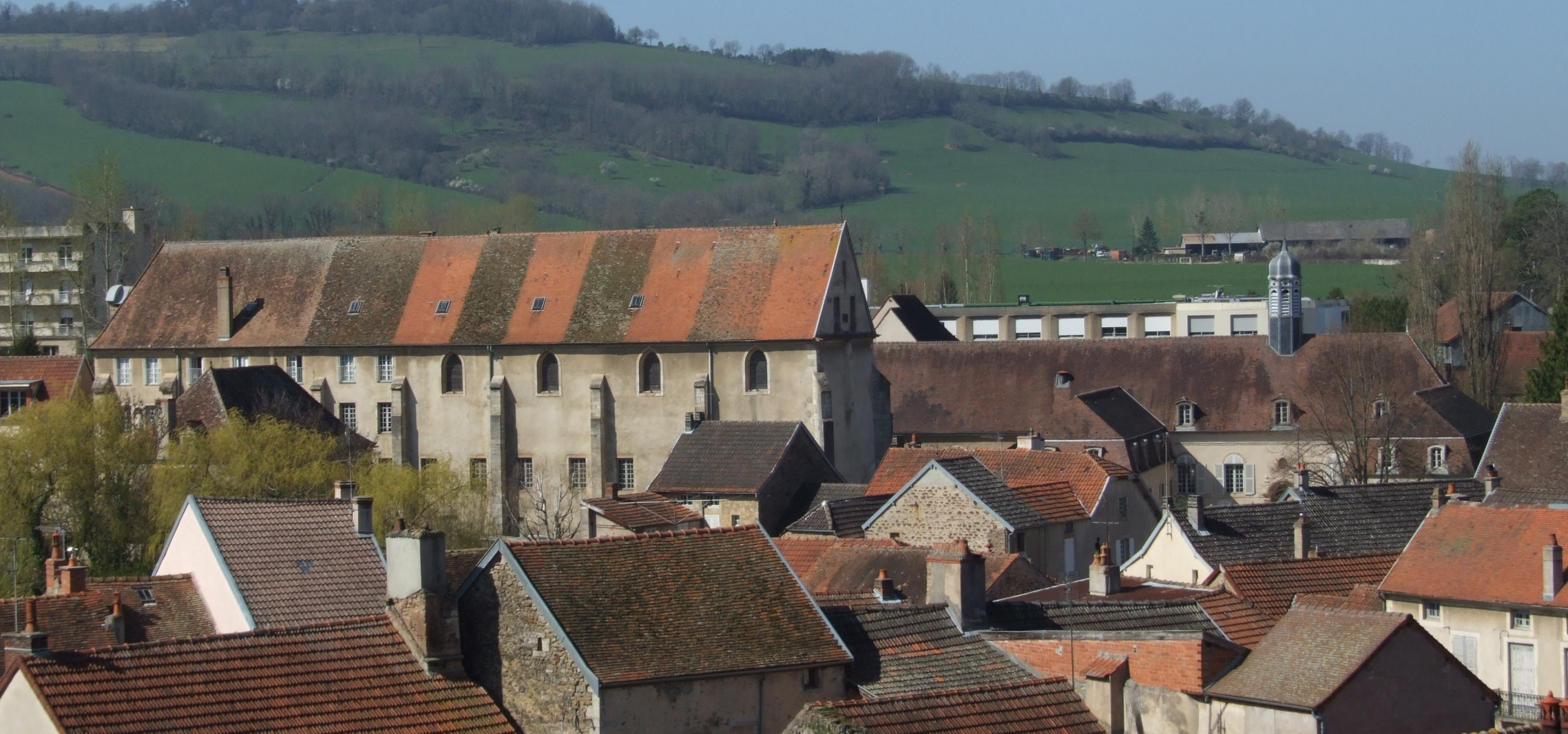
Der Konvent der Minimiten

### Bevölkerungsentwicklung
| Jahr                       | 1962 | 1968 | 1975 | 1982 | 1990 | 1999 | 2016 |
| Einwohner                  | 973  | 1052 | 1077 | 1097 | 1064 | 1114 | 1075 |
| Quellen: Cassini und INSEE |      |      |      |      |      |      |      |

## Sehenswürdigkeiten

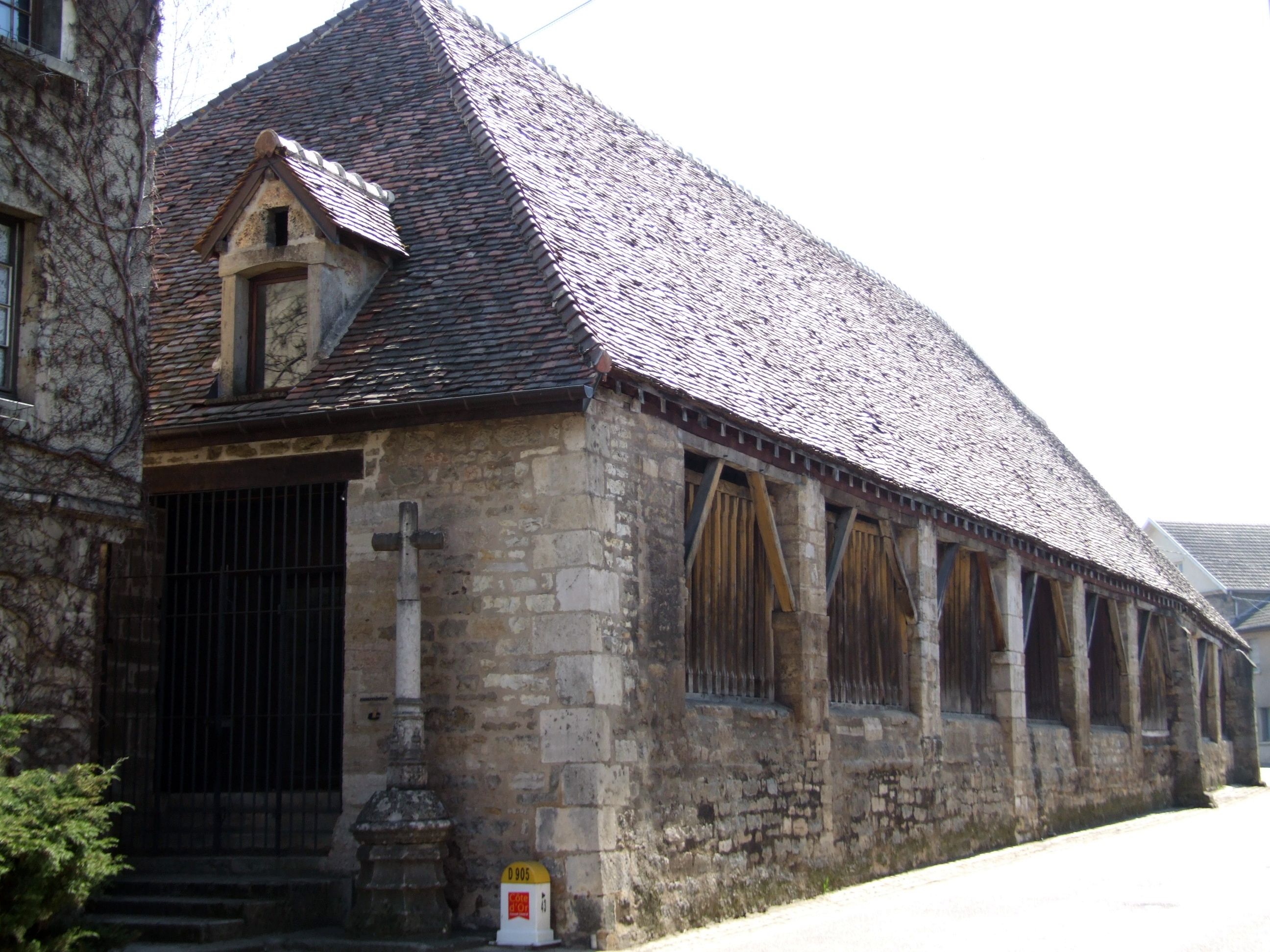
Historische Markthalle

Im Weiler Dracy befindet sich das Camp de Myard oder Miard, eine befestigte Anlage aus dem Mittelneolithikum (5000–4500/4300 v. Chr.), die in der Späten Bronzezeit (1300-800 v. Chr.) aufgegeben wurde. Die Anlage wurde im Jahr 2004 als Monument historique klassifiziert und ist damit denkmalgeschützt.
Die Markthalle wurde 1607 erbaut und 1968 als Monument historique klassifiziert. In Vitteaux gibt es fünf Häuser aus dem 15., 16. und 17. Jahrhundert, die in das Zusatzverzeichnis der Monuments historiques eingetragen sind. Dazu gehört das sogenannte Hôtel Ferrand und das Hôtel Piget. Das Haus Bélime wurde im 13. Jahrhundert erbaut und im 17. Jahrhundert erweitert. Es wurde 1994 als Monument historique eingestuft.

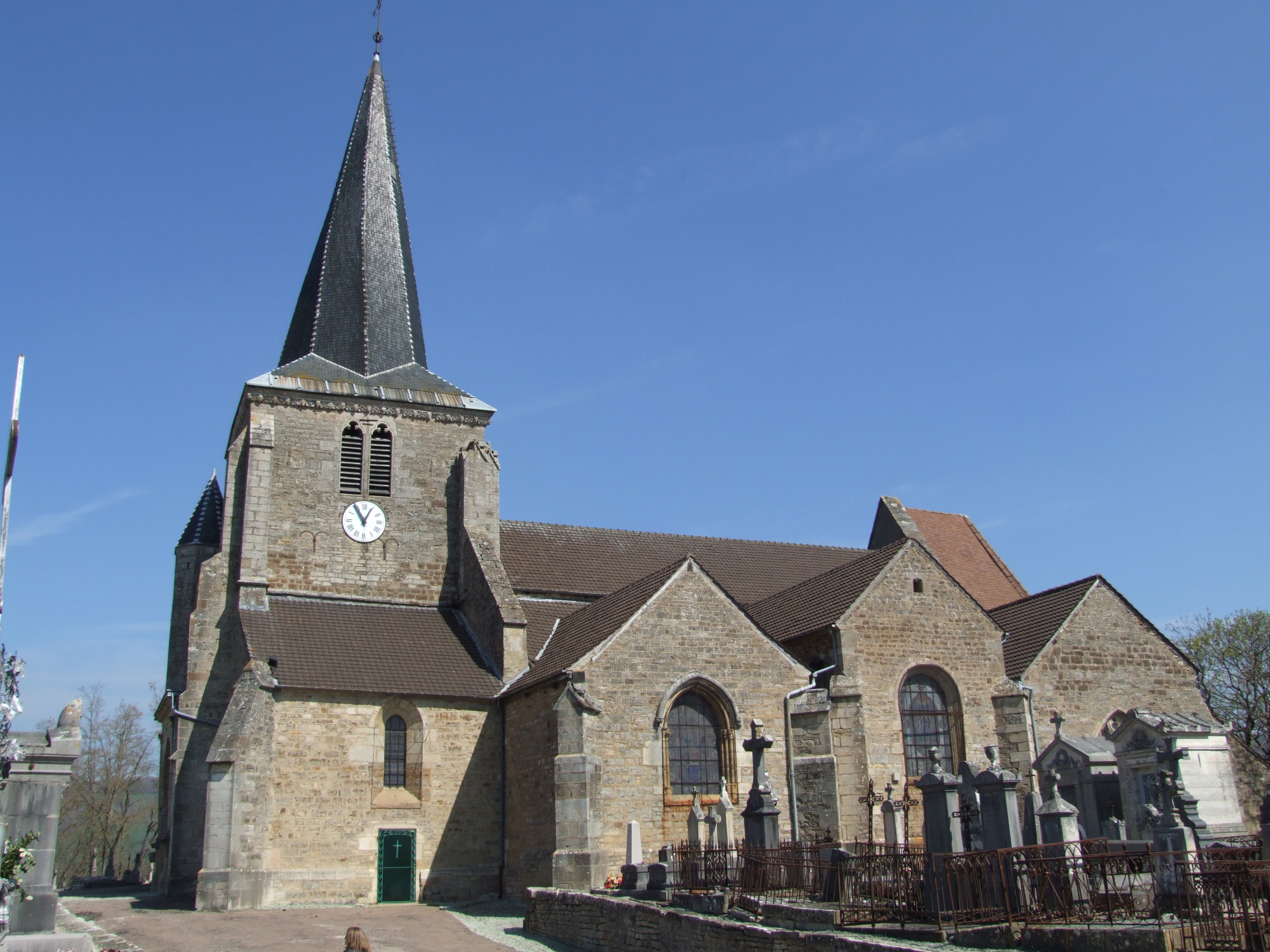
Die Kirche Saint-Germain d’Auxerre

Weitere erwähnenswerte Gebäude sind der achteckige Turm (Tour octogonale) und zwei weitere Türme (Tour du Guet und Tour-Porche), der 1651 erbaute Couvent de la Providence, auch „Konvent der Minimiten“ genannt sowie die Dreifaltigkeitskapelle (Chapelle de la Trinité).

### Die Kirche Saint-Germain d’Auxerre
Schutzpatron der Kirche Saint-Germain d’Auxerre ist der Heilige Germanus von Auxerre. Die Kirche wurde im 13. Jahrhundert erbaut und 1490 vergrößert. Weitere Umbauten wurden im 16. und 17. Jahrhundert durchgeführt. In der Kirche befindet sich ein denkmalgeschützter silberner Kelch aus der zweiten Hälfte des 18. Jahrhunderts, mehrere Skulpturen aus dem 14. bis 18. Jahrhundert, drei Gemälde aus dem 16. und 17. Jahrhundert und das Grab von Hubert Le Boiteux († 1472) und Isabeau de Chappes aus dem 15. Jahrhundert.

### Das Hospital Saint-Nicolas

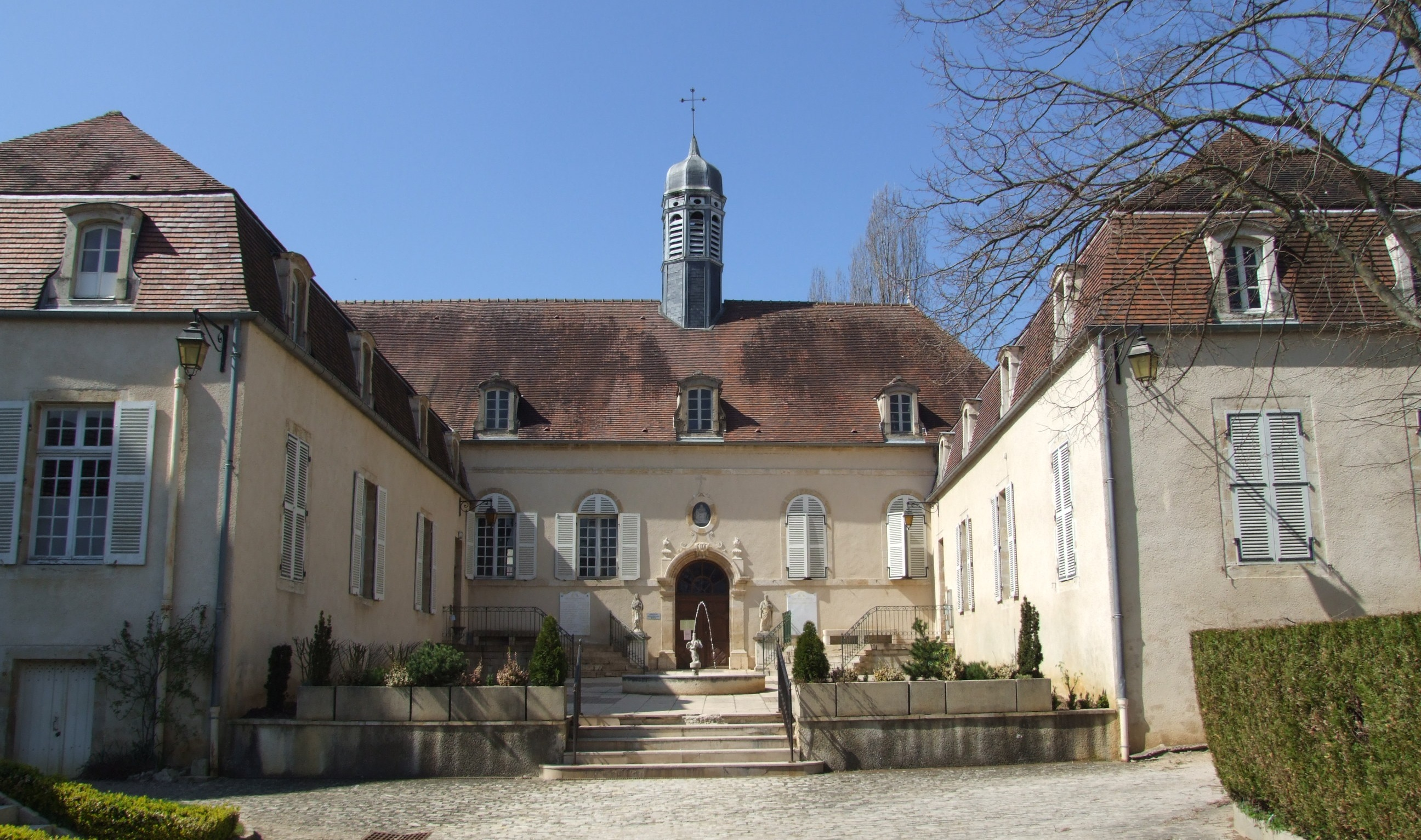
Das Hospital Saint-Nicolas

Ein mittelalterliches Hospital namens Saint Nicolas des champs wurde 1340 erstmals urkundlich erwähnt. Es wurde irgendwann nach den Hugenottenkriegen (1562–1598) und vor 1708 zerstört. 1613 wurde ein neues Hospital eingerichtet, das sich jedoch als zu klein erwies. 1696 zogen die Hospitäler von Vitteaux, Saffres und Villy-en-Auxois gemeinsam in ein großes Gut um, das aus mehreren Wohnhäusern, Scheunen, einer Kelter, Obstplantage und Garten bestand. Das Hauptgebäude wurde 1748 errichtet und 1766 umgebaut. Das Hospital wurde im 19. und 20. Jahrhundert erweitert und modernisiert und verfügte 1937 über 70 Betten. Der Garten wurde 1910 neugestaltet. Eine Kinderstation wurde 1933 erbaut und von 1954 bis 1957 umgebaut; 1965 wurde ein Altenheim errichtet. Das Hauptgebäude hat durch die zwei Seitenflügel die Form eines Us und verfügt über eine kleine Kapelle mit Campanile auf dem Dach darüber. Im Hospital befinden sich einige denkmalgeschützte Alltagsgegenstände aus dem 18. Jahrhundert wie Krüge, Mörser und Kessel. Der Altar der Kapelle stammt ebenfalls aus dem 18. Jahrhundert und wurde 1969 als Monument historique klassifiziert. Eine Statue der Jungfrau mit dem Kinde aus dem 15. Jahrhundert ist ebenfalls denkmalgeschützt. Aus medizingeschichtlicher Sicht besonders interessante Objekte sind eine (unvollständige) gläserne Muttermilchpumpe aus dem 19. Jahrhundert sowie eine Spritze aus Zinn aus dem 18. Jahrhundert.

## Wirtschaft und Infrastruktur

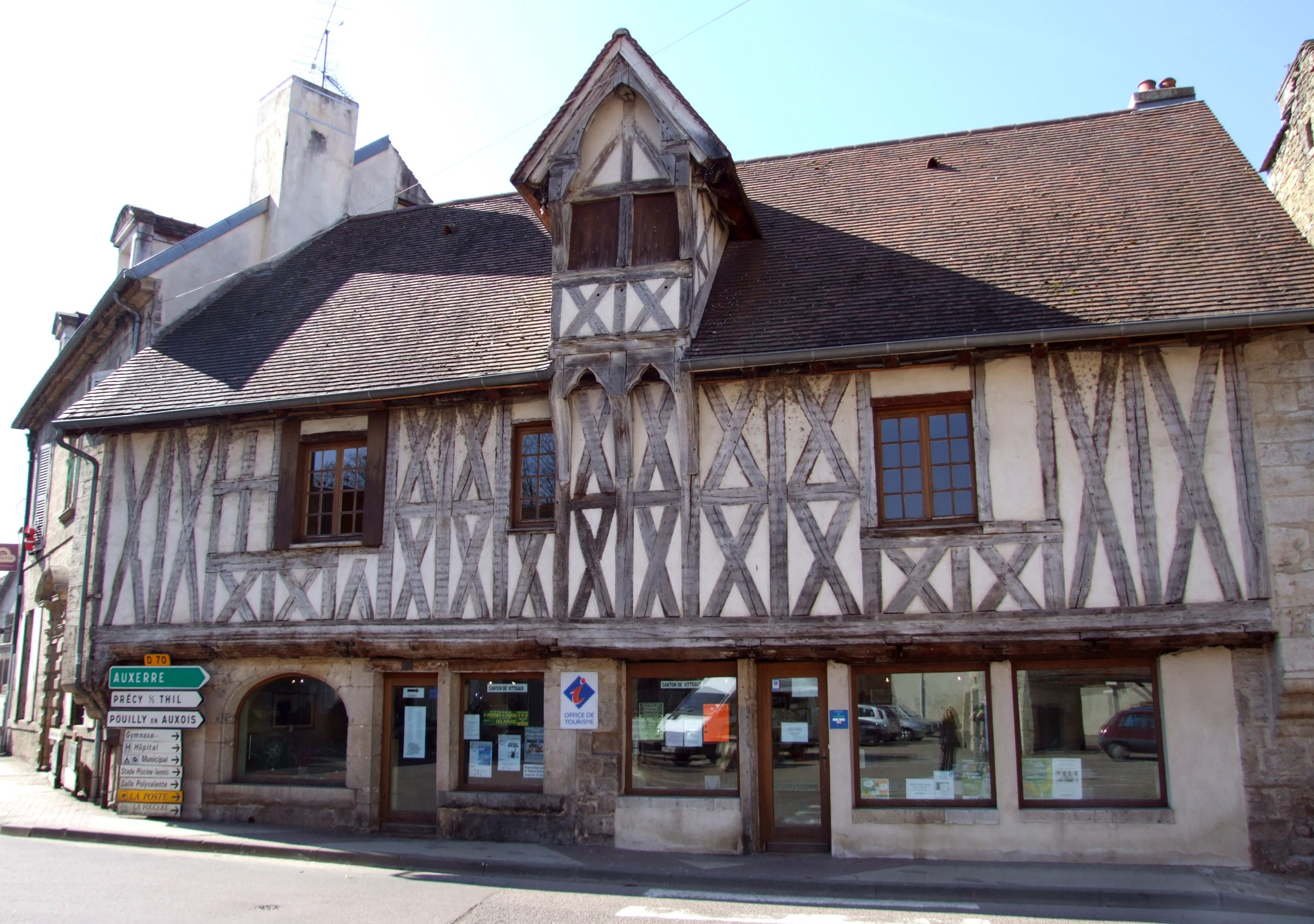
Tourismusbüro

Im Jahr 2009 waren 53,8 Prozent der Erwerbstätigen in der Gemeinde beschäftigt, die anderen waren Pendler. 8,6 Prozent der Arbeitnehmer waren arbeitslos.
Der nächste Bahnhof befindet sich im 12,4 Kilometer entfernten Thenissey. Der nächste Flughafen ist der 67 Kilometer entfernt liegende Aéroport de Chalon - Champforgeuil in Chalon-sur-Saône.
Es gibt einen Kindergarten, eine Grundschule und ein Collège in Vitteaux.
Auf dem Gemeindegebiet gelten kontrollierte Herkunftsbezeichnungen (AOC) für Époisses (Käse) sowie geschützte geographische Angaben (IGP) für Geflügel (Volailles de Bourgogne und Volailles du plateau de Langres), Emmentaler (Emmental français Est-Central), Senf (Moutarde de Bourgogne) und Weine mit der Bezeichnung Coteaux de l’Auxois.

## Sport
Im Jahr 2024 führte die Tour de France auf der 8. Etappe durch Vitteaux. Auf der D26 wurde mit der Côte de Vitteaux (493 m) eine Bergwertung der 3. Kategorie abgenommen. Diese wies auf einer Länge von zwei Kilometern eine durchschnittliche Steigung von 7,3 % auf. Der Norweger Jonas Abrahamsen gewann die Bergwertung.

## Städtepartnerschaften
Vitteaux unterhält eine Gemeindepartnerschaft mit Yvoir in Belgien.